# Лучки (Роменський район)
Лучки — селище в Україні в Роменському районі Сумської області. Населення становить 438 осіб. Входить до складу Роменської міської громади. До 2020 орган місцевого самоврядування — Роменська міська рада.

## Історія
12 червня 2020 року, відповідно до розпорядження Кабінету Міністрів України № 723-р «Про визначення адміністративних центрів та затвердження територій територіальних громад Сумської області», селище увійшло до складу Роменської міської громади.
19 липня 2020 року, в результаті адміністративно-територіальної реформи та ліквідації Роменського району(1930—2020), увійшло до складу новоутвореного Роменського району.

## Населення

### Мова
Розподіл населення за рідною мовою за даними :
| Мова       | Кількість | Відсоток |
| ---------- | --------- | -------- |
| українська | 433       | 96.87%   |
| російська  | 7         | 1.57%    |
| румунська  | 7         | 1.56%    |
| Усього     | 447       | 100%     |

## Географія
Селище Лучки примикає до міста Ромни. Через селище проходить автомобільна дорога Р60.

## Економіка
- Молочно-товарна і птахо-товарна ферми.

| Україна | Це незавершена стаття з географії України. Ви можете допомогти проєкту, виправивши або дописавши її. |

1. ↑  Розпорядження Кабінету Міністрів України № 723-р  «Про визначення адміністративних центрів та затвердження територій територіальних громад Сумської області». kmu.gov.ua. Процитовано 25 жовтня 2021.
2. ↑  Постанова Верховної Ради України від 17 липня 2020 року № 807-IX «Про утворення та ліквідацію районів»
3. ↑  Рідні мови в об'єднаних територіальних громадах України — Український центр суспільних даних